# .ck
A .ck a Cook-szigetek internetes legfelső szintű tartomány kódja.
Regisztrálni a következő szintek alá lehet:
- .co.ck: üzleti szervezetek
- .org.ck: nem profitorientált szervezetek
- .edu.ck: oktatási intézmények
- .gov.ck: kormányzati szervezetek
- .net.ck: internetszolgáltatók